# Vlag van Steenbergen
De vlag van de gemeente Steenbergen is de gemeentelijke vlag van de Noord-Brabantse gemeente Steenbergen. De vlag is, evenals het wapen, per raadsbesluit aangenomen op 30 oktober 1997 en wordt als volgt beschreven:
Schuinkruisgewijze gevierendeeld van geel, groen, geel en blauw; over de kruising heen een langs de armen wit omzoomd rood schuinkruis met armen ter breedte van 1/8, de zomen ter breedte van 1/16 van de vlaghoogte.
Deze vlag van de nieuwe gemeente Steenbergen heeft net als het wapen van de oude gemeente Steenbergen en de voormalige gemeente Dinteloord en Prinsenland een schuinkruis. Dit schuinkruis heeft een witte rand, om verwarring met reeds bestaande vlaggen te voorkomen. De voormalige gemeente Nieuw-Vossemeer komt terug in de vorm van de kleuren groen, geel en blauw. Door het schuinkruis wordt de vlag in vier vlakken verdeeld, het bovenste vlak is groen, de linker en rechter vlakken zijn geel en het onderste is blauw.
De vlag is ontworpen door Willem van Ham namens de Noordbrabantse Commissie voor Wapen- en Vlaggenkunde.

## Eerdere vlaggen
Op 31 januari 1958 was door de gemeenteraad een gemeentevlag ingesteld die als volgt kan worden beschreven:
Vijf banen van geel en groen waarvan de hoogten zich verhouden als 1:1:4:1:1, met op het midden een rood schuinkruis. De hoogte van het kruis bedraagt 9/20, de breedte van de armen daarvan 1/10 van de vlaghoogte.
De kleuren en het schuinkruis waren ontleend aan het gemeentewapen. Sinds 1997 gebruikt deze vlag als stadsvlag.
Sierksma beschrijft in 1962 een officieuze vlag die tot de instelling van de vlag in 1958 werd gevoerd als volgt:
Drie even hoge banen in rood, geel en groen.
In verband met de stadsfeesten, in 1958, werd besloten een vlag voor Steenbergen vast te stellen, waarop de symbolen van het wapenschild werden vereenvoudigd: een rood schuinkruis met gele en groene banen.
Omdat Steenbergen tijdens de carnavalsperiode traditiegetrouw van eigenaar wisselt, heeft Strienestad, zoals Steenbergen tijdens carnaval heet, ook een aparte carnavalsvlag. Deze is geel met groene banen, het rode schuinkruis is vervangen door het logo van de Stichting Karnaval Steenbergen (SKS). De vlag is tijdens carnaval overal in de stad te zien, vooral aan het leutpeleis, zoals het versierde oude stadhuis die dagen heet.

## Gerelateerde afbeeldingen

Het wapen van Steenbergen (1997)
Het wapen van Steenbergen (1817)
Het wapen van Nieuw-Vossemeer
Het wapen van Dinteloord

Alphen-Chaam · Altena · Asten · Baarle-Nassau · Bergeijk · Bergen op Zoom · Bernheze · Best · Bladel · Boekel · Boxtel · Breda · Cranendonck · Deurne · Dongen · Drimmelen · Eersel · Eindhoven · Etten-Leur · Geertruidenberg · Geldrop-Mierlo · Gemert-Bakel · Gilze en Rijen · Goirle · Halderberge · Heeze-Leende · Helmond · 's-Hertogenbosch · Heusden · Hilvarenbeek · Laarbeek · Land van Cuijk · Loon op Zand · Maashorst · Meierijstad · Moerdijk · Nuenen, Gerwen en Nederwetten · Oirschot · Oisterwijk · Oosterhout · Oss · Reusel-De Mierden · Roosendaal · Rucphen · Sint-Michielsgestel · Someren · Son en Breugel · Steenbergen · Tilburg · Valkenswaard · Veldhoven · Vught · Waalre · Waalwijk · Woensdrecht · Zundert
Acht
· Alphen
· Bavel
· Berghem
· Berlicum
· Biest-Houtakker
· Borkel en Schaft
· Chaam
· Cromvoirt
· Cuijk
· Den Dungen
· Dinteloord
· Effen
· Esch
· Galder
· Geeren-Noord
· Gemonde
· Haagse Beemden
· Haaren
· Halsteren
· Helvoirt
· Herpen
· Heusden
· Langenboom
· Leur
· Megen, Haren en Macharen
· Moergestel
· Nieuw-Vossemeer
· Nuland
· Olland
· Orthen
· Princenhage
· Ravenstein
· Rosmalen
· Sint-Michielsgestel
· Sprang
· Steenbergen
· Strijbeek
· Teteringen
· Ulvenhout
· Udenhout
· Velp
· Vierlingsbeek
· Waspik
· Wintelre